# Boris Porena
Boris Porena (Roma, 27 de septiembre de 1927 - Cantalupo in Sabina, 3 de mayo de 2022) fue un intelectual, compositor y didacta italiano. Casado con Paola Bučan, reconocida violoncelista y didacta croata, profesora titular en el Conservatorio de Perugia.
Ha sido alumno de Goffredo Petrassi -junto con colegas y amigos como Ennio Morricone, Aldo Clementi, Sergio Cafaro, ...- y, aun estando inicialmente influenciado por la poética del neoclasicismo, se ha acercado en un momento sucesivo al lenguaje armónico del renacimiento tardío, que ha utilizado desde una perspectiva original, para construir la propia investigación musical. 
Ha comenzado muy joven con la composición (a 12 años). En su carrera se distingue un primer periodo (fino a 1967) donde obtiene amplio reconocimiento nacional e internacional. A partir de 1968, como consecuencia de la evolución de su pensamiento y de su recorrido de compromiso social, renuncia durante dos decenios a la composición, consagrándose a la práctica cultural de base. En este periodo funda el Centro Metacultural. A partir de 1988 retoma la composición con entusiasmo renovado, dando lugar a una nueva etapa de su obra.
En el campo de la crítica ha producido algunos ensayos de relieve sobre su maestro, Goffredo Petrassi. Ha escrito varios textos sobre música, entre los cuales es de importancia especial "Musica-Società" (Einaudi, 1975)
Sus obras escritras cubren también otros campos, y en especial la pedagogía y la didáctica de base, pero igualmente la reflexión filosófica, como ocurre en "Hipótesis Metacultural: una hipótesis para la supervivencia" (1999).
Ha enseñado nueva didáctica de la composición en el Conservatorio de Santa Cecilia de Roma y ha sido director del Centro de investigación y experimentación cultural Musica in Sabina. Entre sus numerosos discípulos se cuentan Jesús Villa-Rojo, Luca Lombardi, James Clifford Brown, Giuliano d'Angiolini, Derek Healey, Claudio Prieto, Celestino Dionisi, Jorge (Manuel Rosado Marqués) Peixinho, Oliver Wehlmann, Alessandro De Rosa, Emanuele Pappalardo, ecc.
Su interés por la naturaleza lo ha llevado a adquirir una elevada especialización en entomología y especialmente en coleopterología.
Además de ello, cuenta con una rica obra poética, especialmente en alemán, su lengua materna.

## La Hipótesis Metacultural
La preocupación de Boris Porena por los problemas de naturaleza global che afectan a la sociedad contemporánea lo ha llevado, junto con el Centro Metacultural, a formular la Hipótesis Metacultural HMC.
Esta Hipótesis ha conocido varias formulaciones. 
Por ejemplo:
(Formulación 1) "Todo acto o pensamiento nuestro, aunque sólo sea en cuanto posible objeto de comunicación, contiene en sí una componente cultural que debe ser relativizada con respecto a la cultura que la ha producido ". 
Pero también así:
(Formulación 2) "HMC coincide con la suspensión del principio de no contradicción." 
E incluso de una tercera manera:
(Formulación 3) "Dada una proposición cualquiera p, siempre es posible descubrir o construir un universo cultural local UCLp que la vuelva ‘verdadera’ "

## Algunos escritos
- Kinder-Musik (1973)
- Inquisiciones musicales (1974)
- Música-Sociedad. Inquisiciones musicales II (1975)
- La música en la escuela obligatoria (5 volúmenes) (1975-1978)
- Musica Prima. La composición musical: un instrumento de la práctica cultural de base en la escuela y en el territorio (1979)
- El lago de las historias reflejadas (1984)
- Nueva Didáctica de la Música (revisión y comentario técnico de Paola Bučan) (1988)
  - N.1 Para el Piano - Un itinerario para los primeros 3 años de estudio
  - N.2 Para la Composición – Cuestiones Gramaticales y Sintácticas
  - N.4 Para el Violoncello - Un itinerario hacia la actividad profesional
- Hipótesis Metacultural: una hipótesis para la composición de las diferencias, o sea para la supervivencia (1999).
- Del componer. Reflexiones metaculturales para el uso de profesionales y aficionados a la música. (1998)
- Del saber al pensar. Por una escuela de base efectivamente renovada (2003)

## Biografía
- Giorgio De Martino, L'utopia possibile. Vita, Musica e filosofia di Boris Porena, (2004), 364 págs. con ilustraciones, Zecchini Editore, Varese

## Producción musical
Su rica producción musical, que cubre centenares de obras, ha sido exhaustivamente catalogada por Patrizia Conti (ver L'Utopia possibile). Deben subrayarse las siguientes obras:
- Sonatina “Vive la France!” (piano) (1951)
- Tres piezas sagradas . Texto litúrgico (1. Kyrie 2. Sanctus 3. Agnus Dei)	(1954)
- Vier klassische Lieder (soprano, piano) 1. Die Zerstörung Magdeburgs, 2. St. NepomuksVorabend, 3. Schneider-Courage, 4. Die wandelnde Glocke 	(1956)
- Der Gott und die Bayadere (barítono, soprano, coro, dos flautas, dos oboes, dos clarinetes, dos fagots, cuatro trompetas, cuerdas)	(1957)
- Vier kanonische Lieder (soprano, clarinete) 1. Fernen 2. Auge der Zeit 3. Ich weiss 4. Der uns die Stunden zählte	(1958)
- Drei Lieder (bajo, tres trombones – o 3 violonchelos) 1. Im Osten 2. Klage 3. Der Schlaf (en el origen de tantos otros Trakl-Lieder)	(1959-1960)
- Eine Gryphius-Kantate (Cantata barroca) (1961)
- Música para orquesta N.1, (tres flautas, tres oboes, tres clarinetes, dos fagots, tres cuernos, tres trompetas, tres trombones, percusión, cuerdas)	(1963)
- Über aller dieser deiner Trauer. Passio judaica (1965)
- Sei Ländler (en memoria de Serapione) – Inquisiciones musicales (piano)	(1970)
- Suite N. 1 Benjamín Britten (violonchelo solo)	Prima (1981)
- Sonata quasi una parodia (Beethoven opus 109) (piano)	(1987)
- Traumwirrnis (Schumann) (piano)	(1987)
- Claude … déchiré (Debussy) (piano)	(1987)
- Trio N. 1 Felix (violín, violonchelo, piano) 	(1987)
- Vivaldi (cuatro violines concertantes, cuerdas)	(1988)
- Satura per Bruno (flauta, clarinetes, violín, violonchelo, piano)	(1991)
- Del más y del menos (segunda versión) Diálogo para violonchelo solo	(1992)
- Wir. Acción escénica en tres actos y un intermezzo	(1993-1995)
- Euphorion. Szene für einen Goetheabend	(1997)
- Bauhaus-Symphonie (Sinfonía N. 4), 1. Punkte, Linien, Flächen, Farben, 2. Linie, auf Abenteuer aus, 3. Gebrauchssinfonietta, 4. Räume	(1997)
- Ocho preludios para violoncello solo	(1999)
- Eine weltliche Passion. Passio mundana	(2000)
- Cuarteto N. 4 (1. Figurale monodico, 2. Afigurale I, 3. Figurale armonico (corale variato), 4. Afigurale II, 5. Figurale contrappuntistico (Fuga prima), 6. Afigurale III (Fuga seconda))	(2000)
- Suite 2000 (Suite de suites) (2000)
  - I serie Preludio Menuetto Sarabanda Gavotta Bourrée Pavana Giga
  - II serie Valzer Polka Tango Samba Ragtime Rock I Rock II Passacaglia
  - III serie estampida Girotondo Canzone a Ballo Ritmo indiano Danza dell’anitra Danza rituale Tarantella